# Witchcraft
Witchcraft est un groupe suédois de doom metal et hard rock psychédélique, originaire d'Örebro.
Phil Anselmo et l'acteur Elijah Wood ont fait connaître leur attrait pour ce groupe. La reprise de contact qui a débouché sur la reformation de Down aurait d'ailleurs été motivée par l'envie d'Anselmo de faire découvrir ce groupe à Pepper Keenan.

## Biographie

### Débuts (2000–2003)
Après la séparation de son groupe Norrsken (qui comptait aussi dans ses rangs les deux futurs Graveyard Joakim Nilsson et Rikard Edlund), le guitariste Magnus Pelander s'associe à John Hoyles, Ola Henriksson et Jens Henriksson, avec initialement pour seul projet d'enregistrer une reprise de Pentagram destinée à un tribute album à Bobby Liebling et Roky Erickson.
En 2002, Witchcraft (dont le nom signifie sorcellerie en anglais) sort le single No Angel or Demon qui leur permet d'être remarqué par le chanteur de Cathedral Lee Dorrian qui les signe sur son label Rise Above Records. L'année suivante Jonas et Mats Arnesén remplacent les frères Henriksson.

### WitchcraftetFirewood(2004–2005)

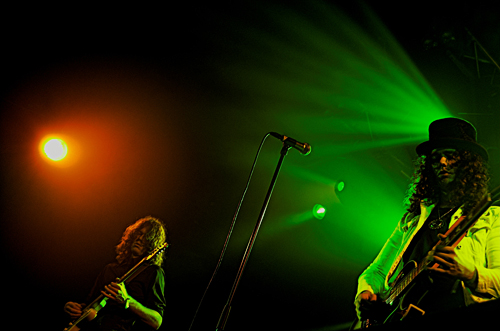
Witchcraft au festival Hole in the Sky en 2006.

Witchcraft sort son premier album, Witchcraft, enregistré avec du matériel vintage, en 2004 et tourne avec Grand Magus et Orange Goblin. Le bassiste Mats Arnesén quitte le groupe une fois l'enregistrement terminé et est remplacé par son prédécesseur Ola Henriksson. L'année suivante ils sortent Firewood et tournent en ouverture de Corrosion of Conformity au Royaume-Uni.

### The Alchemist(2006–2011)
Jonas Arnesén quitte à son tour le groupe en 2006 et est lui aussi remplacé par son prédécesseur, Jens Henriksson. Ils tournent aux États-Unis avec Danava (en). En 2006, Bobby Liebling les rejoint sur scène pour deux reprises de Pentagram lors du rappel de leur concert à Washington. Les deux morceaux (When the Screams Come et Yes I Do) avaient été publiées sur le premier album du groupe. Après la parution d'un nouveau single, Jens Henriksson quitte de nouveau le groupe et est remplacé par Fredrik Jansson. En 2007 sort l'album The Alchemist.
En 2010, Magnus Pelander sort un EP solo tandis qu'Ola Henriksson fonde Troubled Horse avec son frère Jens et John Hoyles. 
Toujours en 2010, certains groupes étant dans l'incapacité de participer au Roadburn Festival à la suite de l'éruption du volcan Eyjafjallajökull et à la  fermeture de l'espace aérien européen, Witchcraft y donne un concert improvisé réunissant Magnus Pelander, qui se produisait en solo sur ce festival, John Hoyles, Ola Henriksson et l'ancien batteur du groupe Jens Henriksson présents eux à l'affiche avec Troubled Horse.

### LegendetNucleus(depuis 2012)
En mai 2012 Witchcraft quitte Rise Above pour Nuclear Blast Records et sort l'album Legend en septembre. Le line-upest alors composé de Pelander (qui abandonne la guitare pour ne se consacrer qu'au chant), Ola Henriksson, les guitaristes Tom Jondeliu et Simon Solomon ainsi que l'ancien batteur de Truckfighters Oscar Johansson. En 2013 le groupe se produit au Hellfest.
En 2015, Pelander remanie de nouveau le line-up du groupe qui devient un trio. Leur cinquième album, intitulé Nucleus, sort en janvier 2016.

## Membres

### Membres actuels
- Magnus Pelander (Norrsken, Magnus Pelander) - chant, guitare (depuis 2000)
- Tobias Anger - basse (depuis 2015)
- Rage Widerberg - batterie (depuis 2015)

### Anciens membres
- Ola Henriksson (Bombus, Troubled Horse) - basse (2000-2003, 2004-2015)
- Tom Jondelius - guitare (2012-?)
- Simon Solomon - guitare (2012-?)
- Oscar Johansson (Truckfighters) - batterie (2012-?)
- John Hoyles - (Spiders, Troubled Horse) guitare (2000-2012)
- Fredrik Jansson (Noctum, Abramis Brama, Count Raven) - batterie (2006-2012)
- Jens Henriksson (Troubled Horse) - batterie (2000-2003, 2006-2006)
- Jonas Arnesén - batterie (2003-2006)
- Mats Arnesén - basse (2003-2004)

## Discographie

### Albums studio
- 2004 : Witchcraft
- 2005 : Firewood
- 2007 : The Alchemist
- 2012 : Legend
- 2016 : Nucleus
- 2020 : Black Metal
- 2025 : Idag